# Luci Papiri Cras (cònsol 382 aC)
Luci Papiri Cras (en llatí Lucius Papirius Crassus) va ser un magistrat romà que va viure al segle iv aC. Formava part de la gens Papíria, una antiga família romana d'origen plebeu.
Va ser tribú amb potestat consular l'any 382 aC. Juntament amb un dels seus col·legues, Spurius Papirius Crassus, va dirigir un exèrcit contra Velitres, i va combatre amb èxit contra aquesta ciutat i contra la seva aliada Praeneste. Va ser altre cop tribú amb potestat consular l'any 376 aC.